# Josef Krása

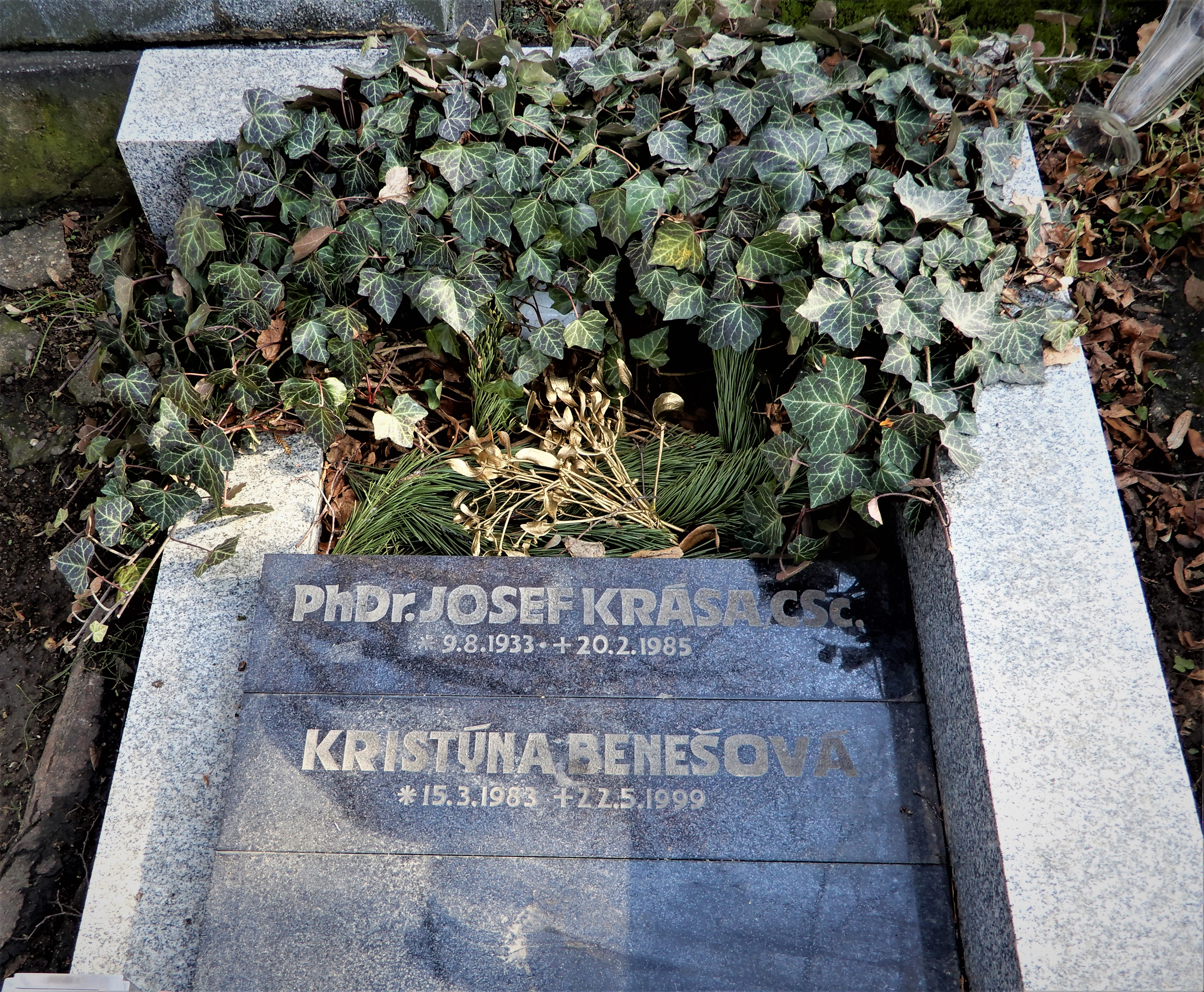
Hrob Josefa Krásy, Břevnovský hřbitov

Josef Krása (9. srpna 1933 Čáslav – 20. února 1985 Praha) byl český historik umění středověku a vysokoškolský pedagog.

## Životopis
Po absolvování gymnázia v Čáslavi v letech 1953–1958 vystudoval dějiny umění a dějiny na Filozofické fakultě University Karlovy v Praze, kde byl žákem profesorů Jana Květa a Jaroslava Pešiny. Diplomovou práci o renesančních nástěnných malbách v kapli sv. Václava v katedrále sv. Víta v Praze obhájil roku 1956.
Od počátku své vědecké kariéry se specializoval na českou a slovenskou gotickou knižní malbu, v níž dosáhl významných úspěchů a světového renomé. Od roku 1957 až do své smrti v roce 1985 pracoval jako vědecký pracovník v Ústavu dějin a teorie umění Československé akademie věd. O gotickém umění publikoval kolem stovky odborných statí, většinou v časopisu Umění, napsal tři monografie. Jako vědecký redaktor vedl například akademické Dějiny českého výtvarného umění (díl I., svazky 1.–2.), působil v ediční radě nakladatelství Odeon a v redakční radě časopisu Umění. Zastával také další vědecké funkce, byl například členem vědeckého kolegia věd o umění ČSAV a členem mezinárodního komitétu dějin umění CIHA.
Externě přednášel o gotické knižní malbě na katedře dějin umění Filosofické fakulty UK v Praze. Patří k nejvýznamnějším českým historikům umění poválečné generace. Od nedokončené práce byl po krátké těžké nemoci odvolán ve věku 51 let. Od roku 1991 nese jeho jméno cena udělovaná mladým badatelům do 40 let za mimořádný přínos v oboru dějin umění.

## Publikace
- Das Lächeln von Angkor. Prag Artia 1963.
- Gothic Mural Painting in Bohemia 1300–1375, London 1964 (s V. Dvořákovou, A. Merhautovou, K. Stejskalem)
- Il gotico internazionale in Bohemia. Milán : F. Fabri 1966.
- Svatováclavská kaple. Obelisk Praha 1971.
- Illuminierte Handschriften Wenzels IV. Praha-München 1971.
- Der Hedwigs-Codex von 1353 : Sammlung Ludwig / herausgeben von Wolfgang Braunfels. Berlin : Gebr. Mann 1972.
- Iluminované rukopisy Václava IV. Praha : Odeon, 1971, 1974.
- Středověká nástěnná malba na Slovensku, Praha-Bratislava 1978 (s V. Dvořákovou, K. Stejskalem)
- Kapitoly z českého dějepisu umění (editor a spoluautor). Praha Odeon 1982
- Die Reisen des Ritters John Mandeville. München 1983, angl. The Travels of Sir John Mandeville, George Braziller 1995, ISBN 978-0807613887
- Die Illustration des Prager Kodex der Mater Verborum. München 1985.
- České iluminované rukopisy 13.–16. století (výbor statí). Praha : Odeon 1990.
- HOŘEJŠÍ, Jiřina, Bibliografie prací Josefa Krásy z let 1953–1985, v: Umění 34, 1986, č. 1, s. 10–13.